# Campeonato Mundial de Hóquei no Gelo de 2010
O Campeonato Mundial de Hóquei no Gelo de 2010 foi disputado com 48 seleções divididas em quatro divisões. A elite jogou na Alemanha pela sétima vez na história.

## Elite
O campeonato compreende as dezesseis principais nações do hóquei mundial. Foi disputada nas cidades alemãs de Gelsenkirchen, Mannheim e Colônia. Teve como campeã a República Tcheca que bateu na final a Rússia. Por outro lado, as últimas colocadas, Itália e Cazaquistão, foram rebaixadas para a primeira divisão em 2011.

### Classificação final
1. República Tcheca
2. Rússia
3. Suécia
4. Alemanha
5. Suíça
6. Finlândia
7. Canadá
8. Dinamarca
9. Noruega
10. Bielorrússia
11. Letônia
12. Eslováquia
13. Estados Unidos
14. França
15. Itália - rebaixada para primeira Divisão de 2011
16. Cazaquistão - rebaixado para primeira Divisão de 2011

## Primeira Divisão
Doze equipes compuseram a primeira Divisão. Estes foram divididos em dois grupos, um na Áustria e outro na Croácia, com os vencedores dos grupos, Áustria e Eslovênia, sendo promovidos para a Elite, e os últimos, Sérvia e Croácia,sendo rebaixados para a segunda divisão.
Grupo A
1. Áustria - promovida para a Elite
2. Ucrânia
3. Japão
4. Países Baixos
5. Lituânia
6. Sérvia - rebaixada para a segunda divisão

Grupo B
1. Eslovênia - promovida para a Elite
2. Hungria
3. Polônia
4. Reino Unido
5. Coreia do Sul
6. Croácia - rebaixada para a segunda divisão

## Segunda Divisão
A Segunda divisão do Campeonato Mundial de Hóquei no Gelo de 2010 foi disputado em dois grupos, sendo um no México, e o outro na Estonia. Assim como nos anos anteriores teve os campeões dos grupos, no caso Espanha e Estônia , promovidos a Primeira divisão. Por outro lado as seleções que terminaram na última colocação de seus respectivos grupos, no caso Turquia e Israel, foram rebaixadas para a Terceira Divisão.
Grupo A
1. Espanha - promovida para a primeira divisão
2. Austrália
3. Bélgica
4. Bulgária
5. México
6. Turquia - rebaixada para a terceira divisão

Grupo B
1. Estônia - promovida para a primeira divisão
2. Romênia
3. Israel
4. Nova Zelândia
5. China
6. Islândia - rebaixada para a terceira divisão

## Terceira Divisão
A Terceira divisão foi disputado em dois grupos, sendo que o primeiro foi disputado em Luxemburgo, e o segundo na Armênia. Teve como campeões dos grupos e subsequemente promovidos á Segunda divisão de 2011 as seleções da Irlanda e da Armênia.
Grupo A
1. Irlanda - promovida para a segunda divisão
2. Grécia
3. Luxemburgo
4. Emirados Árabes Unidos

Grupo B
1. Armênia - promovida para a segunda divisão
2. Coreia do Norte
3. África do Sul
4. Mongólia